# Grupa nacisku
Grupy nacisku, grupy interesów - nieformalne związki dążące do wywierania wpływu na organy państwowe, ugrupowania polityczne oraz polityków w celu uzyskania korzystnych dla siebie rozstrzygnięć, na przykład podczas głosowania nad ustawą.
Badaniem grup nacisku zajmuje się socjologia stosunków politycznych.
Czasami do grup nacisku zaliczane są organizacje formalne o międzynarodowym zasięgu takie jak: międzynarodówki partyjne, organizacje masońskie, międzynarodowe organizacje związków zawodowych oraz przedsiębiorców, organizacje religijne, niepodległościowe, narodowe, humanitarne i moralne.